# Le Bouffon Barberousse
Le Bouffon « Barberousse », Don Cristobal de Castañeda y Pernia est une huile sur toile de Diego Velázquez (Séville, 1599 - Madrid, 1660) peint pour le palais du Buen Retiro à Madrid et conservée au Musée du Prado depuis 1827. Elle appartient au groupe des portraits de bouffons et «hommes de plaisir» de la cour. peintes par Velázquez pour décorer les chambres secondaires et couloirs des palais royaux. Compte tenu de leurs caractères informels, le peintre a pu tester de nouvelles techniques expressives avec une plus grande liberté que dans les portraits officiels de la famille royale.

## Histoire
Le portrait fut inventorié en 1701 au Palais du Buen Retiro comme « retratto de Vn Bufón, con hávito turquesco llamado pernea de mano de Velázquez y que estta por acavar ». Il est marqué en noir du prix de 25 doublons. L'inventaire le mentionne avec cinq autres portraits de bouffons, tous de la main de Velasquez, au moins pour ceux qui purent être identifiés : Pablo de Valladolid  et le Bouffon don Juan d'Autriche. Selon Jonathan Brown et John H. Elliott, Velasquez reçut de l'argent le 11 décembre 1643 pour des toiles (en nombre et thèmes indéfinis) pour décorer les alcôves du palais. D'après eux, les six portraits pourraient avoir été peints entre 1633 et 1634. Ils formeraient partie d'une série destinée à décorer les appartements privés de la reine au palais du Buen Retiro. Cette hypothèse est contestée par José López-Rey qui ne pense pas que ces toiles forment une série, ni qu'il existât une «pièce des bouffons » au palais. Il discute leurs dates de mise en œuvre que ce portrait inachevé serait de 1637-1640.
La localisation concrète dans le palais fut donnée par Antonio Palomino. Par snobisme, il ne s'attarde pas sur ces portraits, et après avoir énuméré tous les personnages qui avaient posé pour le peintre depuis 1624, il expédie les bouffons par un phrase laconique « sans trop d'autres portraits de personnes célèbres, ceux de plaisir sont dans l'escalier qui sort au jardin des Royaumes du Palais du Buen Retiro : par où Sa Majesté descend prendre ses voitures ».
En 1772, il était dans la grande salle du Palais royal de Madrid où Antonio Ponz le vit avec trois portraits de la famille royale également de la main de Velazquez. Ponz, confondant le surnom avec le vrai et redoutable pirate barbaresque Khair ad Din, surnommé Barberousse, il déclara que le portrait « représente un personnage africain, mais ce n'est pas l'authentique et célèbre Barberousse, comme cela a été cru, Velazquez vécut beaucoup plus tard, sauf à ce qu'il ait copié une toile plus ancienne. ». La toile fut inventoriée en 1789 dans la quatrième chambre du prince comme «portrait d'un Maure avec une épée » avec d'autres bouffons : Pablo de Valladolid et Don Juan d'Autriche, puis en 1811 comme « Portrait de Frédéric Barbe rouge ». En 1816, elle fut intégrée à l'Académie royale des beaux-arts de San Fernando et en 1827 et rejoignit le musée du Prado. Elle apparut dans l'inventaire de 1834 comme « Portrait dit de Barberousse, le célèbre pirate », une confusion qui dura encore de nombreuses années.

## Description
La toile montre un homme au regard arrogant et un peu grotesque, avec une épée dans une main et le fourreau dans l'autre. Il porte une robe et des chaussures rouges, « la turque », une chemises à col blanc en dentelle, et d'une sorte de bonnet ou un turban rouge bordée de blanc. À l'épaule, porte une cape grise mal terminé. La couleur vive de la robe se détache sur un fond brun foncé peint de manière très irrégulière.
Le protagoniste de la peinture, Christopher Castaneda et Pernia, dit Barberousse. C'était un bouffon, «l'homme de plaisir », clown ou «fou discret» qui faisait rire de ses blagues. Ses services à la cour sont documentés de 1633 à 1649. Il tenait son surnom de son rôle à la cour, où selon l'ambassadeur de Toscane, il était premier des bouffons. Il était également toréro et remplit des missions au service du cardinal-infant Ferdinand d'Autriche. Sa spécialité pourrait avoir être des dictons cassants et drôle, dont l'un lui a coûté un bannissement à Séville en 1634 : Alors que le roi avait demandé s'il y avait des olives dans les forêts de pins de Valsaín, Castaneda répondit: « Señor, ni olivas ni olivares » que le Comte-Duc d'Olivares prit pour une allusion malveillante.
En plus d'être réputé inachevée comme indiqué dans l'inventaire de 1701, le tableau présente le problème d'être exécuté avec une facture très différente pour la figure, avec des touches très espacées, presque sommaires et une couleur rouge dissonante sur le fond marron appliquée à la brosse ou à la spatule de façon très libre, à la hâte, en opposition aux coups de pinceau brun polis de la cape que tient l'homme sur son l'épaule et qui est finement terminée, de façon «presque sculpturale ». Ainsi, il a été proposé que deux personnes aient participé à cette toile. La cape serait peinte par quelqu'un d'autre que Velazquez. Alternativement, deux dates d'exécutions très éloignées pourraient expliquer cette composition s'appuyant sur l'idée que Vélasquez retouchait ses œuvres plusieurs années après d'une part et sur la grande liberté qu'il acquit lors de son deuxième voyage à l'Italie d'autre part. Ces dates, d'après José Camon Aznar, seraient 1623 pour le portrait initial (mais à cette époque Castañeda n'était pas encore entré à la cour), et son remaniement durant la période 1648 - 1653. Mais cette très longue période aurait impliqué des changements profonds dans le visage que la radiographie ne montre pas. López-Rey, qui défend l'exécution par deux mains différentes, indique une date autour de 1637-1640 pour la peinture de Vélasquez. La couche correspondant à une seconde main serait du dix-huitième siècle, entre 1772 et 1794, puisque l'inventaire de cette année n'indiquait pas que la toile était inachevée, au contraire des précédents.
L'étude technique de Carmen Garrido écarte toutes ces spéculations et met en relations la technique utilisée avec celle des deux autres bouffons peints pour le palais du Buen Retiro. Comme indiqué dans cette étude du Musée du Prado par radiographie, l'utilisation de blanc de plomb de grande opacité, masque la figure représentée en raison de la légèreté des couches de peinture utilisés, tant le personnage que sur le fond. Mais cela même permet de se prononcer contre une exécution en deux temps séparés par un grand nombre d'années pendant lesquelles l'art du peintre avait subi des changements majeurs. Tant la préparation que la manière de répartir les couches de couleurs, avec des pigments plus légers dilués dans une grande quantité de liant, sont les mêmes que ceux utilisés dans les portraits royaux peints pour le Salon des Royaumes ; la seule évolution est la plus grande liberté dans l'usage de la brosse ou du pinceau. La couche est peinte directement sur le costume rouge et cette différence de traitement semble due à l'utilisation du blanc de plomb appliqué d'une manière plus compacte. C'est sans doute ces différents aspects entre la surface de la cape « finie » et le reste de la peinture, en particulier l'arrière-plan créé à l'aide coups de pinceau irréguliers et le visage flou, qui ont fait penser lors des premiers inventaires que la peinture était «inachevé» ; et non pas la présence de zones non-peintes qui auraient été cachées avec la cape. Il est plus probable que Velasquez ait voulu jouer avec le contraste des surfaces picturales en essayant de s'adapter au « touché » des tissus, comme il l'avait fait dans les lances où le pardessus du soldat est une surface compacte, contrairement au reflet de l'armure et à la texture de la soie.

## Biographies
- Fernando Bouza, Locos, enanos y hombres de placer en la corte de los Austrias. Oficio de burlas, Madrid, Ediciones Temas de Hoy, 1991 (ISBN 84-7880-126-X)
- Jonathan Brown, Velázquez. Pintor y cortesano, Madrid, Alianza Editorial, 1986, 322 p. (ISBN 84-206-9031-7)
- Jonathan Brown et J.H. Elliott, Un palacio para el rey. El Buen Retiro y la corte de Felipe IV, Madrid, Alianza Editorial, 1985 (ISBN 84-292-5111-1)
- « Velázquez », Catalogue de l'exposition, Madrid, Musée National du Prado,‎ 1990 (ISBN 84-87317-01-4)
- (es) J. M. Pita Andrade (dir.), Corpus velazqueño. Documentos y textos, vol. 2, Madrid, Ministerio de educación, cultura y deporte, Dirección general de bellas artes y bienes culturales, 2000, 964 p. (ISBN 84-369-3347-8)
- Carmen Garrido Pérez, Velázquez, técnica y evolución, Madrid, Musée National du Prado, 1992 (ISBN 84-87317-16-2)
- (en) José López-Rey, Velázquez. Catalogue raisonné, vol. II, Cologne, Taschen Wildenstein Institute, 1996, 328 p. (ISBN 3-8228-8731-5)
- (es) Fernando Marías Franco, Velázquez. Pintor y criado del rey, Madrid, Nerea, 1999, 247 p. (ISBN 84-89569-33-9)
- Antonio Palomino, El museo pictórico y escala óptica III. El parnaso español pintoresco laureado, Madrid, Aguilar S.A. de Ediciones, 1988 (ISBN 84-03-88005-7)

## Fiction
- Dans Leçons de ténèbres (Éditions de la Différence, 2002), traduit de l'italien, Lezioni di tenebre (2000), Patrizia Runfola (1951-1999) imagine un témoignage apparemment du Bouffon Barberousse, dans la nouvelle Les vagues de la terre[6].